# リカルヴィル
リカルヴィル（仏: Ricarville）は、フランスのノルマンディー地域圏、セーヌ＝マリティーム県の旧コミューン。2017年1月1日、周辺の6コミューンと合併し、コミューン・ヌーヴェルのテール・ド・コーとなった。
紋章は四つの四角形に分かれており、左上には白地に三本の赤線が、右上には青地に開門されている石造りの塔が、左下には青地に百合の花を模した十字架が、右下には白地に赤で山形模様がそれぞれ描かれている。

## 地理
ル・アーヴルから北東に40km、県都ルーアンからは北西に40kmほどいった田園地帯に位置する。市街の南側を幹線道路のE44が東西に通る。北でフォヴィル＝アン＝コーと、北東でベルモンヴィルと、南でクレヴィルと、南西でオズヴィル＝オーベルボッシュとそれぞれ接する。

## 行政
- 首長 - ジルベール・ラシェヴール（Gilbert Lachèvre、2008年3月から）
- 前首長 - レモン・スーデ（Raymond Soudais、2001年3月から2008年まで）

議会は首長も含めて11人で構成される。

## 人口の推移[2]
| 1962年 | 1968年 | 1975年 | 1982年 | 1990年 | 1999年 | 2007年 |
| ------ | ------ | ------ | ------ | ------ | ------ | ------ |
| 199    | 205    | 170    | 276    | 307    | 306    | 311    |